# Montague Beart
Montague E. Beart, décédé le 20 novembre 1919 à Shanghai, est un entrepreneur britannique.
Il arrive au Japon en 1899 avec sa femme pour travailler pour la compagnie s'assurance Butterfield & Swire situé sur l'emplacement 7 de Yokohama. Il réside pendant son séjour à l'emplacement 109-B. Il devient directeur de la compagnie en 1904.
Il épouse Rachel Samuel à la cathédrale St.Jean de Hong Kong le 1er novembre 1888, ils auront cinq enfants. Leur fils Errol George Montague Beart meurt à la guerre en France le 31 juillet 1917 en tant que second lieutenant du Royal Army Service Corps britannique.